# Abalphat d'Ispahan
Abalphat (Abu-l-Fath Mahmud ibn Mohammed ibn Qasim ibn Fadl al-Isfahani أبو الفتح محمود ابن محمد ابن قاسم ابن فضل الاسفهاني), est un mathématicien perse de la fin du Xe siècle.
Mathématicien d'Ispahan, il traduit en arabe le Traité des sections coniques, d'Apollonius de Perga. C'est sur cette version qu'ont été traduits en latin les livres V, VI, et VII dont l'original est perdu.

## Sources
« Abalphat d'Ispahan », Charles Weiss, Biographie universelle, ou Dictionnaire historique contenant la nécrologie des hommes célèbres de tous les pays, 1841 [détail des éditions].
- Notices d'autorité :   - VIAF
  - GND
  - Italie